# Келвін Аразе
Келвін Аразе (нім. Kelvin Arase; нар. 15 січня 1999, Бенін-Сіті) — австрійський футболіст нігерійського походження, нападник клубу «Карлсруе».

## Клубна кар'єра
Народився 15 січня 1999 року в місті Бенін-Сіті, Нігерія. У віці шести років він переїхав до Відня, Австрія. Вихованець місцевих юнацьких команд футбольних клубів «Донауфельд» та «Рапід» (Відень).
18 вересня 2016 року дебютував у австрійській Бундеслізі за «Рапід» в матчі проти «Маттерсбурга», вийшовши на заміну на 86-ій хвилині замість Луїса Шауба. Так і не закріпившись в основній команді, Аразе виступав за резервну команду у Регіоналлізі, взявши участь у 39 матчах чемпіонату, а також на правах оренди грав за клуби другого дивізіону «Горн» та «Рід».
З сезону 2019/20 став стабільно виступати за першу команду «Рапіда» (Відень).

## Виступи за збірні
2014 року дебютував у складі юнацької збірної Австрії (U-15). З командою до 17 років брав участь в юнацькому чемпіонаті Європи 2016 року в Азербайджані, провівши на турнірі всі чотири матчі і дійшовши до чвертьфіналу, де австрійці програли майбутнім переможцям турніру — португальцям (0:5). Загалом на юнацькому рівні взяв участь у 28 іграх, відзначившись 5 забитими голами.
Протягом 2018—2021 років залучався до складу молодіжної збірної Австрії. На молодіжному рівні зіграв в 11 офіційних матчах, забив 1 гол.

## Статистика виступів
Статистика станом на 9 серпня 2019 року.

### Статистика клубних виступів
| Сезон                      | Команда                    | Чемпіонат                  | Чемпіонат | Чемпіонат | Національний кубок | Національний кубок | Національний кубок | Континентальні кубки | Континентальні кубки | Континентальні кубки | Інші змагання | Інші змагання | Інші змагання | Усього | Усього | Усього |
| Сезон                      | Команда                    | Ліга                       | Ігор      | Голів     | Ліга               | Ігор               | Голів              | Ліга                 | Ігор                 | Голів                | Ліга          | Ігор          | Голів         | Ігор   | Голів  |        |
| -------------------------- | -------------------------- | -------------------------- | --------- | --------- | ------------------ | ------------------ | ------------------ | -------------------- | -------------------- | -------------------- | ------------- | ------------- | ------------- | ------ | ------ | ------ |
| 2016–17                    | «Рапід» (Відень)           | БЛ                         | 2         | 0         | КА                 | 1                  | 0                  | ЛЄ                   | 0                    | 0                    | -             | -             | -             | 3      | 0      |        |
| 2017–18                    | «Рапід» (Відень)           | БЛ                         | 1         | 0         | КА                 | 1                  | 0                  |                      | -                    | -                    | -             | -             | -             | 2      | 0      |        |
| 2018–19                    | «Горн»                     | 2Л                         | 19        | 0         | КА                 | 1                  | 0                  | -                    | -                    | -                    | -             | -             | -             | 20     | 0      |        |
| трав.-черв. 2019           | «Рапід» (Відень)           | БЛ                         | 1         | 0         | КА                 | 0                  | 0                  |                      | -                    | -                    | -             | -             | -             | 1      | 0      |        |
| 2019–20                    | «Рапід» (Відень)           | БЛ                         | 0         | 0         | КА                 | 1                  | 1                  |                      | -                    | -                    | -             | -             | -             | 1      | 1      |        |
| Усього за «Рапід» (Відень) | Усього за «Рапід» (Відень) | Усього за «Рапід» (Відень) | 4         | 0         |                    | 3                  | 1                  |                      | 0                    | 0                    |               | -             | -             | 7      | 0      |        |
| Усього за кар'єру          | Усього за кар'єру          | Усього за кар'єру          | 23        | 0         |                    | 4                  | 1                  |                      | 0                    | 0                    |               | -             | -             | 27     | 1      |        |